# Zekelita ravalis
Zekelita ravalis — вид лускокрилих комах з родини еребід (Erebidae).

## Поширення
Вид поширений на Близькому та Середньому Сході, у Туреччині, Казахстані, Киргизстані, Пакистані, Афганістані, Єгипті і Бахрейні.